# Вишневский, Анатолий Николаевич
Анатолий Николаевич Вишневский (15 марта 1915, Гатчина, Санкт-Петербургская губерния, Российская империя — 4 марта 1968, Пенза, РСФСР, СССР) — советский хозяйственный, государственный и политический деятель, Герой Социалистического Труда.

## Биография
Родился в 1915 году в Гатчине. Член КПСС с 1941 года.
С 1932 года — на хозяйственной, общественной и политической работе. В 1932—1968 гг. — слесарь депо, помощник машиниста, машинист, матрос РККФ на Тихоокеанском флоте, машинист колонны паровозов особого резерва Наркомата путей сообщения СССР, машинист 1-го класса, старший машинист, машинист-инструктор локомотивного депо Пенза Куйбышевской железной дороги.
Указом Президиума Верховного Совета СССР от 1 августа 1959 года присвоено звание Героя Социалистического Труда с вручением ордена Ленина и золотой медали «Серп и Молот».
Делегат XXI съезда КПСС.
Умер в Пензе в 1968 году.